# Circus Colossus
Circus Colossus är det finska metalbandet Leverages tredje och senaste album. Albumet släpptes den 4 november 2009 och låg som bäst på plats 27 på Finlands officiella lista. Detta är bandets första inspelning under skivbolaget Spinefarm Records. Albumet följer stilen med Legerages speciella melodiska hårdrock och metal, dock med mer symfoniska inslag än tidigare. Detta var basisten Pekka Lampinens sista medverkan i bandet eftersom han lämnade bandet efter att albumet släpptes.

## Låtlista
1. Rise (instrumental) – 1:54
2. Wolf and the Moon – 5:01
3. Movie Gods – 6:09
4. Worldbeater – 4:53
5. Rider of Storm – 5:47
6. Legions of Invisible – 3:58
7. Revelation – 5:01
8. Don't Keep Me Waiting – 2:31
9. Prisoners – 5:52
10. Broken Wings – 6:51
Japanska bonusspår:
11. Mean and Evil – 4:02
12. Walk on Home – 4:02

## Medverkande
- Pekka Heino - sång
- Toumas Heikkinen - gitarr
- Torsti Spoof - gitarr
- Marko Niskala - keyboard
- Pekka Lampinen - bas
- Valtteri Revonkorpi - trummor